# 巴特多伯兰县
巴特多伯兰县（Landkreis Bad Doberan）是德国梅克伦堡-前波美拉尼亚州西北部曾经的一个县，首府巴特多伯兰。
在2011年梅克伦堡-前波美拉尼亚州的县改革中，巴特多伯兰县和居斯特罗县合并为罗斯托克县，县治居斯特罗。

## 地理
巴特多伯兰县北面是波罗的海，东面与北前波美拉尼亚县，南面与居斯特罗县，西面与西北梅克伦堡县相邻，罗斯托克市嵌入巴特多伯兰县的北部和东北部。